# Schizomantodea
Schizomantodea – infrarząd owadów z rzędu modliszek i podrzędu Eumantodea.
Takson ten wprowadzony został w 2019 roku przez Christiana J. Schwarza i Rogera Roya na podstawie wyników analiz filogenetycznych. Obejmuje nieprzyporządkowaną do parworzędu nadrodzinę Metallyticoidea oraz 11 nadrodzin sklasyfikowanych w parworzędzie Artimantodea.
Chwytne odnóża przednie w tej grupie odznaczają się udami o naprzemiennych rozmiarów kolcach w szeregu przednio-brzusznym oraz goleniami o kolcach w kierunku odsiebnym coraz dłuższych. U innych grup kolce przednich goleni również mogą mieć zmienne rozmiary, ale nie zaznacza się wyraźna tendencja do zwiększania długości ku odsiebnemu końcowi członu. W pierwotnym planie budowy samczych genitaliów występuje pełna sklerotyzacja fallomerów, rozdzielenie wyrostków zespołu lewej strony, długa, zakrzywiona i zaostrzona apofiza falloidalna, przemieszczony na lewą stronę fallomeru brzusznego pierwotny wyrostek dystalny oraz krótki wtórny wyrostek dystalny na płacie brzusznym fallomeru brzusznego.